# Landrentamtspretiosen
Die Landrentamtspretiosen (auch: Kurtrierische Regalien) waren die Regalien des Kurfürstentums Trier. Sie befinden sich heute im Diözesanmuseum Limburg.

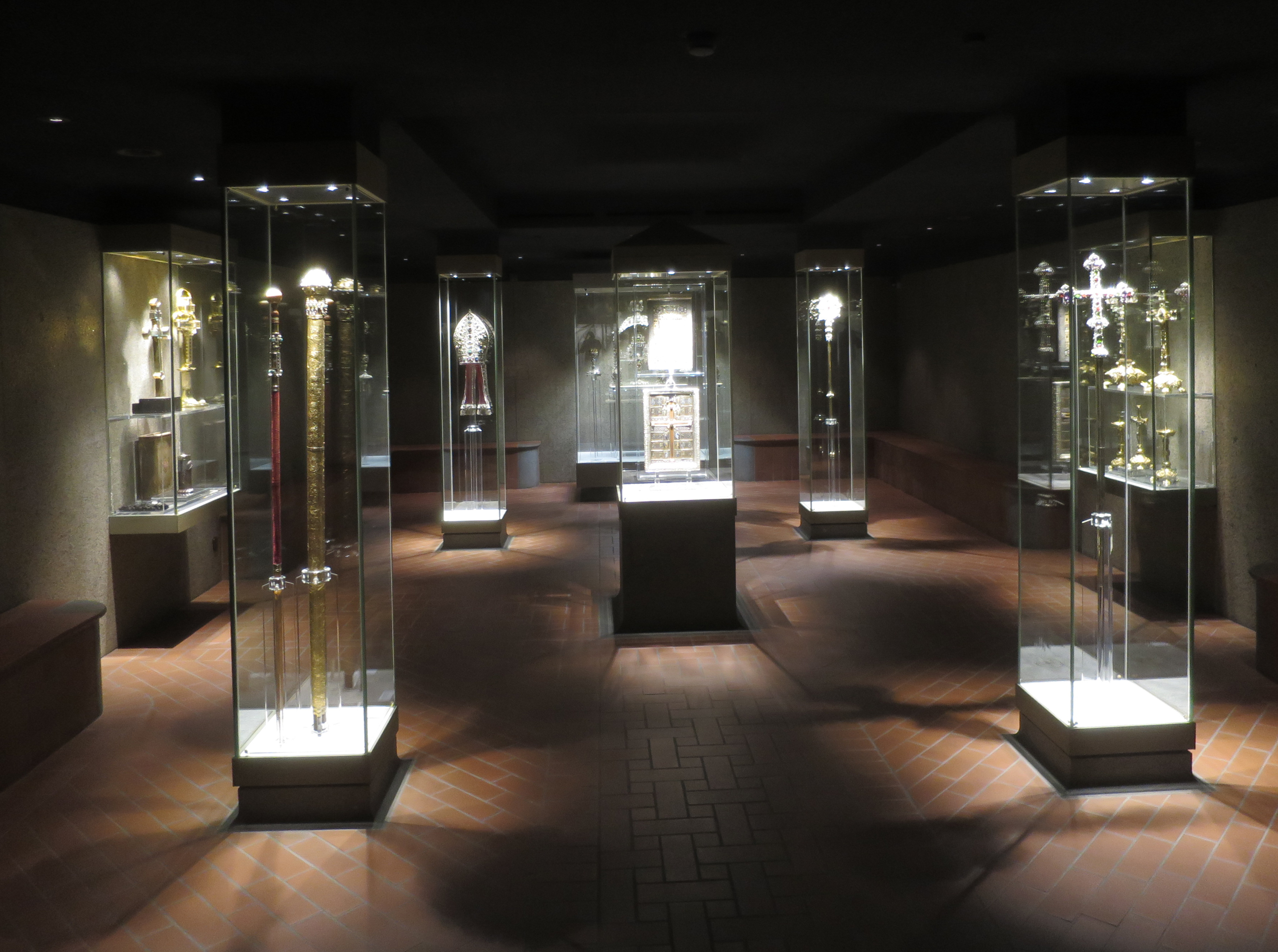
Ausstellungsraum im Diözesanmuseum Limburg

## Geschichte
Faktisch schon früher, aber dann ab dem Westfälischen Frieden 1648 auch rechtlich abgesichert, nahmen die Kurfürsten im Deutschen Reich eine nahezu königsgleiche Stellung ein. Das brachten sie auch dadurch zum Ausdruck, dass sie sich neben den traditionellen Zeichen ihrer weltlichen Würde, Kurhut, Hermelinmantel, Zepter und Schwert, „Kronjuwelen“ zulegten. In Kurtrier geschah das am Ende des 17. Jahrhunderts unter den Erzbischöfen Karl Kaspar von der Leyen (1652–1676) und Johann Hugo von Orsbeck (1676–1711).
Entsprechend dem reichskirchlichen Charakter des Territoriums waren diese „Kronjuwelen“ ausschließlich liturgische Gewänder und Geräte.
Die Landrentamtspretiosen wurden bei Staatsakten in Kurtrier verwendet und bei den Wahl- und Krönungsfeierlichkeiten für die deutschen Kaiser in Frankfurt am Main zur Schau gestellt.
Als im Zuge des Ersten Koalitionskriegs die französische Armee ab 1792 bis an den Rhein vorrückte, fiel das linke Rheinufer schließlich mit dem Frieden von Campo Formio an Frankreich. Die kurtrierische Verwaltung flüchtete sich und den Staatsschatz auf das rechte Rheinufer. Hier gelangte er im Zuge der Säkularisierung 1802/03 an Fürst Karl Wilhelm von Nassau-Usingen.
Als das Bistum Limburg 1827 in Folge der Neuordnung der katholischen Bistümer nach der Säkularisation aus dem Vikariat Limburg als Bistum für das Herzogtum Nassau und die Freie Stadt Frankfurt neu gegründet wurde, schenkte Herzog Wilhelm I. von Nassau die Landrentamtspretiosen 1827 dem Bistum, nicht ohne zuvor auf allen Gegenständen von dem Mainzer Goldschmied Johann Nohascheck sein Wappen anbringen zu lassen. Damit brachte er zum Ausdruck, wer nach seiner Ansicht im Herzogtum Nassau – auch in kirchlichen Angelegenheiten – das Sagen hatte. Eine Ausnahme bildet insofern der Baldachin der Monstranz, den erst Herzog Adolph 1849 der Kirche schenkte.
Für Kurköln ist ein entsprechendes Ensemble bezeugt, aber nicht erhalten. Von den entsprechenden Mainzer Stücken sind zwei Perlmutt-Mitren in München erhalten.

## Inventar

### Monstranz von 1667
Die Monstranz schuf 1667 der Kölner Goldschmied Christian Schweling. Sie besteht aus vergoldetem, teils emaillierten Silber. Das Expositorium ist ein Glaszylinder. Die Monstranz ist mit 3135 Diamanten, Rubinen, Granaten, Smaragden, Topasen und Türkisen besetzt.

### Kelch von 1671
Der Kelch von 1671 ist ebenfalls eine Arbeit von Christian Schweling aus Köln. Ebenfalls aus vergoldetem Silber hergestellt ist er komplett mit Edelsteinen besetzt.

### Bischofsstab von 1673
Der Bischofsstab von 1673 stammt von Johann Daniel Treudel aus Frankfurt. Wieder wurde vergoldetes Silber, besetzt mit Edelsteinen verarbeitet. Mittelpunkt der Krümme ist ein großer Topas in einer Edelsteinrosette.

### Vortragekreuz von 1673
Das Vortragekreuz von 1673 stammt ebenfalls von Johann Daniel Treudel. Es hat Kleeblattform und ist mit einer Reihe antiker und zeitgenössischer Gemmen besetzt.

### Baldachin für die Monstranz von 1676
Den Baldachin für die Monstranz schuf 1676 der Frankfurter Goldschmied Johann Daniel Treudel († 1678). Er besteht aus vergoldetem, teils emailliertem Silber. Schon im 18. Jahrhundert wurden ein Teil des Steinbesatzes und Gemmen wieder entfernt, 1871 der silberne Pelikan auf der Spitze gestohlen. Der heute zu sehende ist ein Ersatz.

### Mitra von 1691

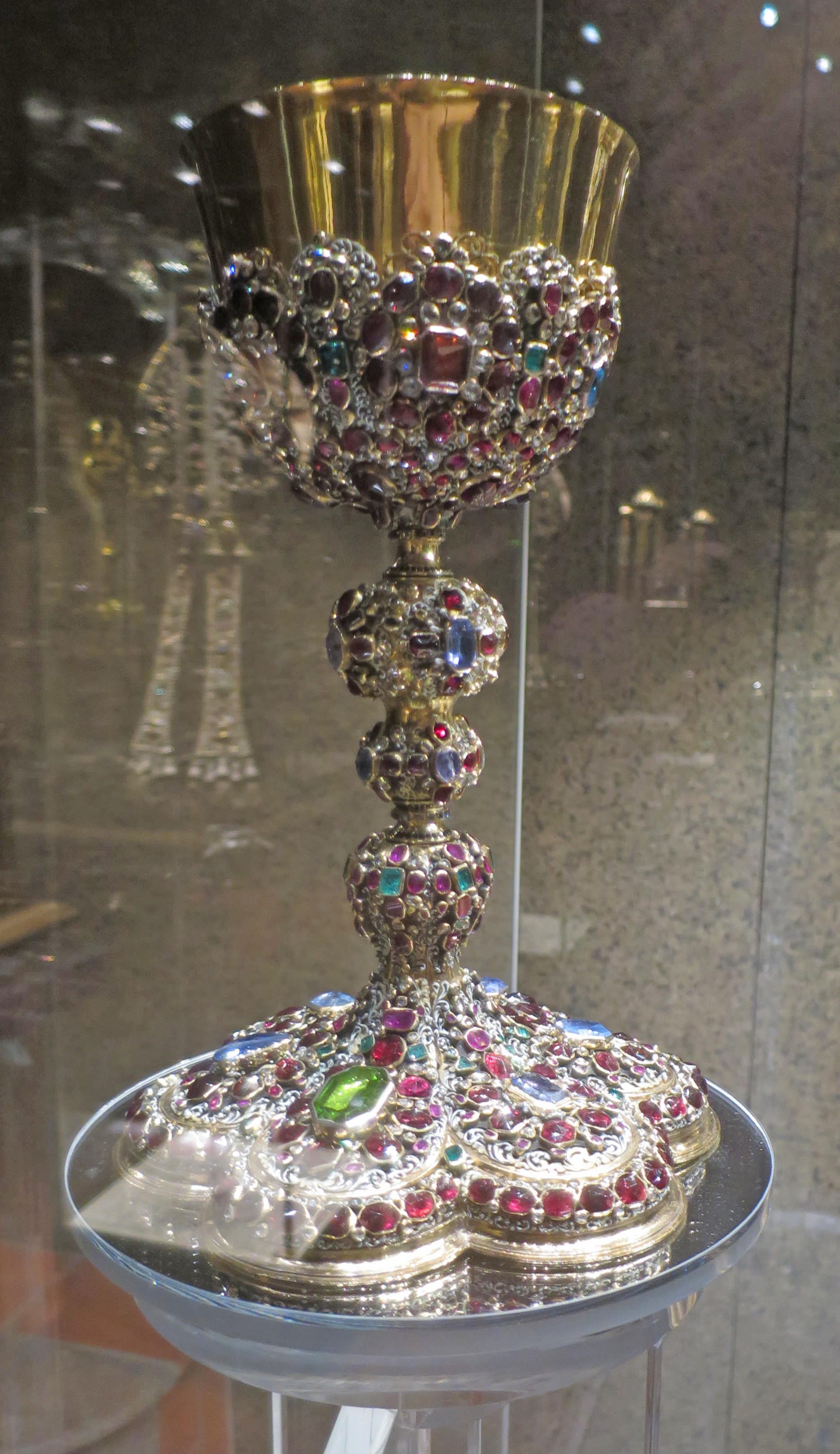
Kelch

Die Mitra wurde von Christian Schweling begonnen, von dem wohl auch das Konzept stammt. Noch von Erzbischof Karl Kaspar von der Leyen – also vor 1676 – beauftragt, gab sein Nachfolger, Erzbischof Johann Hugo von Orsbeck, die Fertigstellung in die Hände des Frankfurter Goldschmieds Peter Boy. Zu diesem Zeitpunkt waren die beiden Hörner erst zur Hälfte fertiggestellt, die Infuln noch nicht begonnen. Peter Boy vollendete die Arbeit bis 1691. Das Objekt trägt auch eine entsprechende Inschrift. Grundlage ist wieder teils vergoldetes, teil emailliertes Silber. Die Mitra ist mit 3353 Edelsteinen und 400 Perlen besetzt. Sie wiegt mehr als 8 kg, was das Tragen bei gottesdienstlichen Handlungen praktisch ausschloss.